# Erpekom

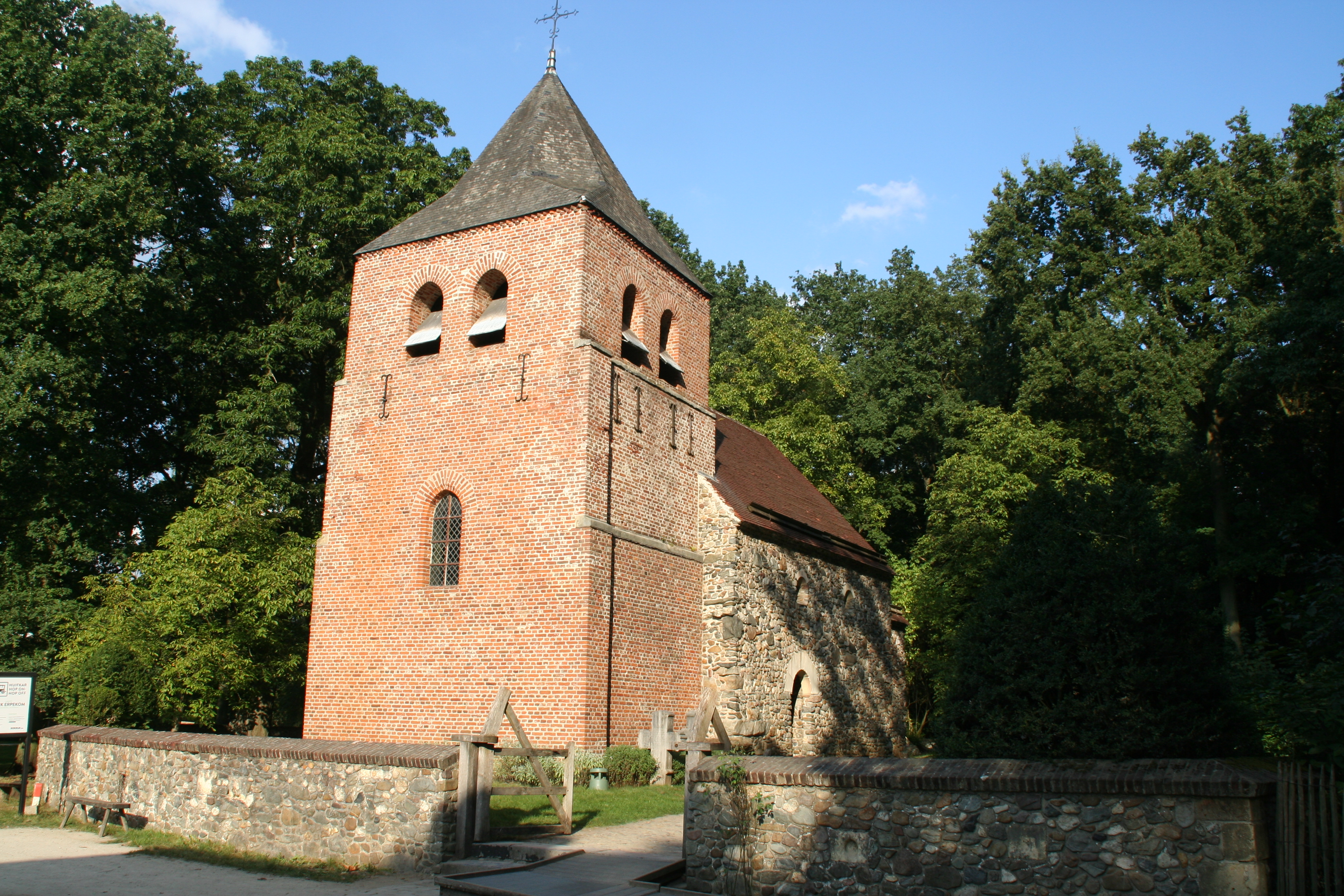
De voormalige kerk van Erpekom, nu in domein Bokrijk

Erpekom is een dorp in de deelgemeente Grote-Brogel van de Belgisch-Limburgse gemeente Peer.
Erpekom wordt voor het eerst vermeld in een document uit 1254, waarin sprake is van Erpenchem, het heem (woonplaats) van -vermoedelijk- een persoon met de eigennaam Erpa.
Erpekom kende een vroegromaans kerkje, de Sint-Hubertuskerk, die in 1960 verplaatst is naar het Openluchtmuseum Bokrijk en vervangen door een bakstenen zaalkerk.
Nabij Erpekom  is er sinds 1981 een bungalowpark, Erperheide genaamd.

## Natuur en landschap
Erpekom ligt aan de rand van het Kempens Plateau. Ten westen van Erpekom loopt de Jongemans- of Vrenenbeek in noordelijke richting, ze komt als Kleine Broekbeek uit in de Warmbeek. Ten oosten van Erpekom loopt de Gielisbeek, welke in de Abeek uitmondt. Erpekom ligt daarmee op de waterscheiding tussen het stroomgebied van de Dommel en dat van de rivieren die rechtstreeks naar de Maas stromen.

## Nabijgelegen kernen
Peer, Meeuwen, Ellikom, Grote-Brogel